# Landkreis Oberspreewald-Lausitz
Powiat Oberspreewald-Lausitz (niem. Landkreis Oberspreewald-Lausitz, dolnołuż. Wokrejs Gorne Błota-Łužyca) – powiat w niemieckim kraju związkowym Brandenburgia. Stolicą powiatu oraz największym miastem jest Senftenberg. Najbardziej na południe położony oraz najmniejszy powierzchniowo powiat kraju związkowego.
Nazwa powiatu wywodzi się od głównych regionów: górnego Spreewaldu (niem. Oberspreewald) na północy powiatu oraz Dolnych Łużyc (niem. Niederlausitz) w centralnej części powiatu i Górnych Łużyc (niem. Oberlausitz) w południowej części powiatu.

## Historia
Powiat w obecnej formie powstał w wyniku reformy administracyjnej w 1993 roku.

## Podział administracyjny
W skład powiatu wchodzi:
- dziewięć gmin miejskich
- jedna gmina (niem. amtsfreie Gemeinde)
- trzy urzędy (niem. Amt)

Gminy miejskie
| Lp. | Nazwa gminy                                  | Ludność (2022) | Powierzchnia [km²] |
| --- | -------------------------------------------- | -------------- | ------------------ |
| 1   | Calau (dolnołuż. Kalawa)                     | 7 772          | 162,59             |
| 2   | Großräschen (dolnołuż. Rań)                  | 8 507          | 81,29              |
| 3   | Lauchhammer                                  | 14 433         | 88,43              |
| 4   | Lübbenau/Spreewald (dolnołuż. Lubnjow/Błota) | 15 764         | 138,78             |
| 5   | Ortrand                                      | 2 060          | 7,34               |
| 6   | Ruhland                                      | 3 775          | 37,12              |
| 7   | Schwarzheide                                 | 5 697          | 33,23              |
| 8   | Senftenberg (dolnołuż. Zły Komorow)          | 23 777         | 126,94             |
| 9   | Vetschau/Spreewald (dolnołuż. Wětošow/Błota) | 7 742          | 110,22             |

Gminy
| Lp. | Nazwa gminy | Ludność (2022) | Powierzchnia [km²] |
| --- | ----------- | -------------- | ------------------ |
| 1   | Schipkau    | 6 824          | 72,91              |

Urzędy
| Lp. | Nazwa urzędu  | Ludność (2022) | Powierzchnia [km²] | Liczba gmin |
| --- | ------------- | -------------- | ------------------ | ----------- |
| 1   | Amt Altdöbern | 5 451          | 236,31             | 5           |
| 2   | Amt Ortrand   | 6 020          | 76,95              | 6           |
| 3   | Amt Ruhland   | 7 221          | 131,00             | 6           |

## Demografia
| Rok  | Mieszkańcy |
| ---- | ---------- |
| 1990 | 166 351    |
| 1995 | 156 758    |
| 2000 | 145 110    |
| 2005 | 132 032    |

| Rok  | Mieszkańcy |
| ---- | ---------- |
| 2010 | 121 679    |
| 2015 | 112 450    |
| 2020 | 108 396    |